# Latin Rhythm Airplay
Latin Rhythm Airplay är en Billboardhitlista som består av spansk rytmisk/hurban musik, bland annat Reggaeton, spansk R&B/hiphop, Rhythmic Pop/Dance samt crossovers från engelskspråkiga och/eller tvåspråkiga listor. Listan skapades 2005, då en ny generation spansktalande ville ha en lista som alternativ. Listan baseras på rotation, och presenteras varannan vecka, då det inte är Latin Tropical Airplays tur.

## Årslitor
- 2005: "Ella y Yo" med Aventura
- 2006: "Down" med R.K.M & Ken-Y
- 2007: "Sola" med Hector "El Father"
- 2008: "Te Quiero" med Flex
- 2009: "Me Estás Tentando" med Wisin & Yandel
- 2010: "Dile al Amor" med Aventura
- 2011: "Danza Kuduro" med Don Omar och Lucenzo

## Decenniumlistor
- 2000–2009: "Pam Pam" med Wisin & Yandel